# Fuirena tenuis
Fuirena tenuis är en halvgräsart som beskrevs av P.L.Forbes. Fuirena tenuis ingår i släktet Fuirena och familjen halvgräs. Inga underarter finns listade i Catalogue of Life.